# Deione
Genre
Deione est un genre d'araignées aranéomorphes de la famille des Araneidae.

## Distribution
Les espèces de ce genre se rencontrent en Chine et en Birmanie.

## Liste des espèces
Selon World Spider Catalog (version 22.5, 01/12/2021) :
- Deione cheni Mi & Li, 2021
- Deione lingulata Han, Zhu & Levi, 2009
- Deione ovata Mi, Peng & Yin, 2010
- Deione renaria Mi, Peng & Yin, 2010
- Deione thoracica Thorell, 1898
- Deione yangi Mi & Li, 2021

## Publication originale
- Thorell, 1898 : « Viaggio di Leonardo Fea in Birmania e regioni vicine. LXXX. Secondo saggio sui Ragni birmani. II. Retitelariae et Orbitelariae. » Annali del Museo Civico di Storia Naturale di Genova, sér. 2, no 19 (39), p. 271-378 (texte intégral).